# Alessandro di Jugoslavia (1945)
Alessandro Karađorđević (in serbo Александар Карађорђевић?; Londra, 17 luglio 1945) è principe ereditario di Serbia, unico figlio di Pietro II di Jugoslavia e della regina Alessandra; è stato l'ultimo principe della Corona del Regno di Jugoslavia, fino alla nascita della Repubblica Popolare Federale di Jugoslavia. Alessandro oggi è uno dei tre pretendenti al trono di Serbia, repubblica nata dalla disintegrazione della Jugoslavia.
Preferisce essere noto come "principe ereditario Alessandro II", titolo che aveva quando suo padre era re.

## Nascita e gioventù

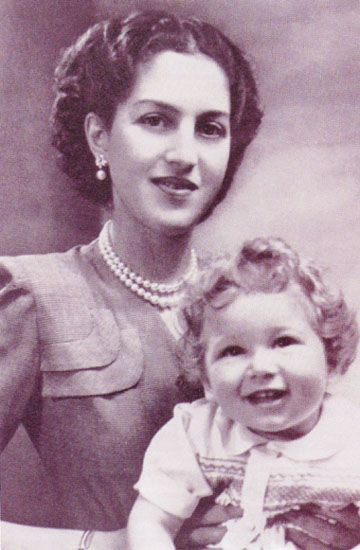
Il principe Alessandro con sua madre nel 1946 circa

La nascita del principe ereditario Alessandro avvenne nella suite 212 del Claridge's Hotel in Brook Street, a Londra. In tale circostanza il governo britannico cedette temporaneamente la sovranità inglese sulla suite, rendendola in tal modo territorio jugoslavo, affinché l'erede nascesse su suolo patrio.
I suoi padrini furono i reali inglesi, re Giorgio VI e la principessa Elisabetta, divenuta poi Elisabetta II del Regno Unito; unico figlio di Pietro II e della regina Alessandra, era anche l'unico nipote della principessa Aspasia di Grecia.
Come molti altri sovrani europei durante la Seconda guerra mondiale, il re Pietro II aveva lasciato il proprio paese (aprile 1941), stabilendo un governo in esilio; giunse a Londra nel giugno del 1941. Subito dopo l'occupazione nazista, furono creati due governi fantoccio: il fascista Stato Indipendente di Croazia in Croazia e Bosnia ed Erzegovina e la Serbia di Nedić, il nome popolare dello stato serbo sotto l'occupazione nazista.
Dopo la Conferenza di Teheran, gli Alleati spostarono i loro aiuti dai realisti cetnici ai partigiani comunisti. Commentando questa parte della vita paterna, il principe Alessandro ha detto: "Pietro II era troppo candido. Non poteva credere che i suoi alleati - la democrazia americana ed i suoi parenti ed amici a Londra – avrebbero potuto fargli una cosa simile. Ma quello fu precisamente ciò che accadde."  Nel mese di giugno del 1944 Ivan Šubašić, un inviato del governo in esilio, e Josip Broz Tito, il capo partigiano, firmarono un accordo che era un tentativo di fondere i governi realista e comunista.
Il 29 novembre 1943 l'AVNOJ (costituito da partigiani) si dichiarò governo sovrano della Jugoslavia e proclamò la decadenza di tutti i diritti legali del governo in esilio. Il 10 agosto 1945, meno di un mese dopo la nascita del principe Alessandro, l'AVNOJ mutò il nome dello stato in Repubblica Socialista Federale di Jugoslavia e il 29 novembre 1945 il paese venne dichiarato repubblica, cambiando il nome in “Repubblica Popolare Federale di Jugoslavia”.
Nel 1947 la sua famiglia fu privata della cittadinanza jugoslava e tutte le sue proprietà furono confiscate.
Dal decreto della Presidenza del Presidium dell'Assemblea Nazionale della Repubblica Federale Popolare di Jugoslavia nr. 392 dell'8 marzo 1947, (Gazzetta Ufficiale nr. 64 del 1º agosto 1947), la cittadinanza della RPFJ è tolta ai membri della famiglia Karađorđevic e la loro intera proprietà è confiscata.»
I suoi genitori non poterono prendersi molta cura di lui, sia per problemi di salute che finanziari, cosicché fu cresciuto dalla nonna materna. Studiò all'Institut Le Rosey, in Svizzera, alla Culver Military Academy, a Gordonstoun, Millfield ed alla Mons Officer Cadet School, ad Aldershot.

## Matrimonio

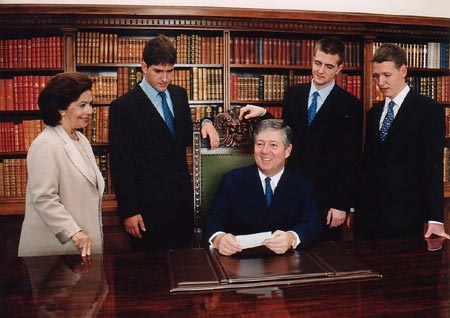
Il principe Alessandro con i suoi tre figli e la sua seconda moglie nel 2004

Il 1º luglio 1972, a Villamanrique de la Condesa, vicino a Siviglia, sposò la principessa Maria da Gloria d'Orléans-Braganza; hanno avuto tre figli: il principe Pietro e i due gemelli Filippo (principe ereditario) ed Alessandro. Sposando una cattolica, Alessandro ha perso il proprio posto nella linea di successione al trono britannico, che aveva in quanto discendente della regina Vittoria tramite il suo secondo figlio maschio Alfredo; si tratta di un fatto ovviamente irrilevante, essendo il principe in una posizione così distante dal trono da essere in pratica impossibile per lui divenire re del Regno Unito. Alessandro discende anche dalla primogenita della regina Vittoria, la principessa reale Vittoria di Sassonia-Coburgo-Gotha. I suoi figli sono nella linea di successione britannica, attualmente al centocinquesimo, centoseiesimo e centosettesimo posto, benché siano cristiano-ortodossi come tutti gli altri membri della casa reale serba.
Massone, Alessandro è stato nel 1975 Gran Maestro Provinciale della Gran Loggia Nazionale Francese.
Alessandro e Maria da Gloria hanno divorziato il 19 febbraio 1985 e nello stesso anno il principe si è sposato per la seconda volta con Katherine Clairy Batis, figlia di Robert Batis e di sua moglie, Anna Dosti: civilmente il 20 settembre 1985 e religiosamente il giorno seguente, nella chiesa ortodossa serba di San Sava, a Notting Hill, Londra. Dal matrimonio la moglie è conosciuta come Caterina Karađorđević, principessa ereditaria di Jugoslavia, e così appare anche nel sito web della ex famiglia reale.

## Ritorno in Jugoslavia

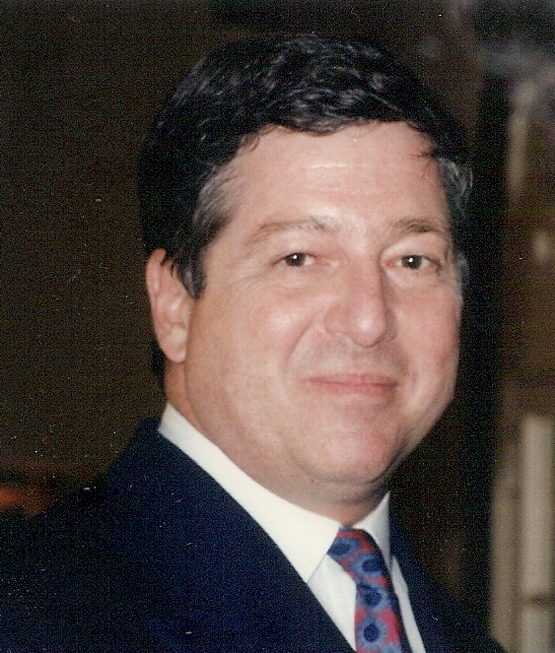
Il principe Alessandro nel 1992

Alessandro tornò per la prima volta in Jugoslavia nel 1991. Lavorò attivamente a fianco dell'opposizione democratica contro il regime di Slobodan Milošević e si stabilì definitivamente in patria dopo la sua deposizione nel 2000: l'anno seguente gli fu ridata dal governo la cittadinanza e gran parte delle proprietà espropriate alla sua famiglia, compresi i palazzi reali.
Attualmente vive nel palazzo reale Kraljevski dvor ("Краљевски Двор") a Dedinje, una zona esclusiva di Belgrado. Il palazzo, terminato nel 1929, è una delle due residenze reali di sua proprietà; l'altro è il Beli dvor ("Бели Двор", cioè "Palazzo Bianco"), terminato nel 1936.

## Opinioni politiche
Alessandro è un fautore della restaurazione della monarchia costituzionale in Serbia, con se stesso come legittimo sovrano. Crede che la monarchia possa dare al paese “stabilità, continuità ed unità”.
Molti membri dei partiti e delle organizzazioni politiche sostengono l'idea di una monarchia parlamentare costituzionale in Serbia e la Chiesa ortodossa serba ha sostenuto apertamente il ripristino della monarchia. L'assassinato primo ministro serbo Zoran Đinđić veniva spesso visto in compagnia del principe e della sua famiglia, sostenendo le loro campagne e progetti, anche se il suo Partito Democratico non ha abbracciato pubblicamente la linea monarchica. Sembra che non ci sia nessun partito pronto a sostenere energicamente il ritorno della monarchia, sia per gli altri già gravi problemi politici nel paese sia per il timore di dividere ulteriormente il già frammentato e indeciso elettorato serbo.
Il principe ereditario Alessandro si è impegnato a rimanere al di fuori dell'agone politico e finora ha mantenuto questa promessa; insieme a sua moglie, la principessa Caterina, si dedica a molteplici attività umanitarie.
Tuttavia, dal suo ritorno in patria, ha continuamente aumentato le sue partecipazioni a ricevimenti ed eventi pubblici insieme ai leader politici della Serbia ed al corpo diplomatico. L'11 maggio 2006 ha dato al palazzo reale un ricevimento per i delegati che prendevano parte ad un summit in Serbia-Montenegro; erano presenti il governatore della Banca Nazionale di Serbia, così come gli ambasciatori ed i diplomatici di Slovenia, Polonia, Brasile, Giappone, Stati Uniti ed Austria. Nell'occasione tenne un discorso ufficiale davanti ai primi ministri Vojislav Koštunica e Milo Đukanović, toccando il tema della futura partecipazione della Serbia all'Unione europea. Disse ai delegati:
A seguito della dissoluzione della Serbia e Montenegro dopo il referendum d'indipendenza nel Montenegro il 21 maggio 2006, il ripristino della monarchia in Serbia è diventato un tema di dibattito quotidiano; una proposta di nuova costituzione monarchica venne pubblicata insieme ad altre, ma il documento finale approvato nel mese di ottobre del 2006 ha carattere repubblicano e non prevede la possibilità, per il popolo serbo, di votare sul sistema di governo.
Il principe Alessandro ha proposto una restaurazione della forma monarchica dello stato, subito dopo il voto con cui il Montenegro era divenuto indipendente. In un comunicato stampa pubblicato il 24 maggio 2006 ha dichiarato:
... Io credo fortemente in una monarchia parlamentare e costituzionale in Serbia. Di nuovo, abbiamo bisogno di essere fieri, una Serbia forte che è in pace con sé stessa e con i suoi vicini. Eravamo un paese fiero, rispettato e felice ai tempi del mio avo Pietro I. Così, possiamo farlo! Soltanto se abbiamo una forma di governo vicino all'anima della Serbia: il regno di Serbia.
...  Semplicemente, il re è al di sopra della politica quotidiana, lui è il guardiano dell'unità nazionale, della stabilità politica e della continuità dello stato. Nelle monarchie parlamentari costituzionali il re è il protettore del pubblico interesse: non segue ragioni private o di partito. Il che è la cosa più importante per l'interesse della Serbia.
... Sono pronto ad incontrare i nostri politici; dobbiamo lavorare insieme per il bene comune della Serbia ed essere amici in nome del futuro del nostro paese. Faccio appello per la fine dei continui conflitti politici, delle divisioni e delle liti. Faccio appello ad un dibattito democratico maturo nell'interesse della Serbia. La Serbia deve avere chiari e realistici obbiettivi".»

## Ritorno in patria dei resti di Pietro II
Il 4 marzo 2007 il principe ereditario Alessandro annunziò l'intenzione di far traslare i resti di suo padre Pietro II in Serbia perché potessero essere sepolti nella cripta della famiglia reale nella chiesa di San Giorgio, dove già si trovavano quasi tutti gli altri membri della famiglia reale.
Questo innescò una polemica con la minoranza degli immigrati serbi in America, in quanto secondo loro Pietro II aveva scelto personalmente il monastero ortodosso di San Sava come sua ultima dimora. Tutti i sovrani che hanno preceduto Pietro II sul trono sono sepolti nel mausoleo reale ad Oplenac.
I resti di Pietro II sono tornati in patria il 22 gennaio 2013.

## Ascendenza
|                            |                        |                               | Genitori                             |  |  | Nonni |  |  | Bisnonni           |  |  | Trisnonni                     |  |
|                            |                        |                               |                                      |  |  |       |  |  | Pietro I di Serbia |  |  | Principe Alessandro di Serbia |  |
|                            |                        |                               |                                      |  |  |       |  |  | Pietro I di Serbia |  |  | Principe Alessandro di Serbia |  |
|                            |                        | Persida Nenadović             |                                      |  |  |       |  |  | Pietro I di Serbia |  |  |                               |  |
| Alessandro I di Jugoslavia |                        |                               |                                      |  |  |       |  |  | Pietro I di Serbia |  |  |                               |  |
|                            |                        | Zorka del Montenegro          | Nicola I del Montenegro              |  |  |       |  |  |                    |  |  |                               |  |
|                            |                        | Zorka del Montenegro          | Nicola I del Montenegro              |  |  |       |  |  |                    |  |  |                               |  |
|                            |                        | Zorka del Montenegro          | Milena Vukotić                       |  |  |       |  |  |                    |  |  |                               |  |
| Pietro II di Jugoslavia    |                        | Zorka del Montenegro          |                                      |  |  |       |  |  |                    |  |  |                               |  |
|                            |                        | Ferdinando I di Romania       | Leopoldo di Hohenzollern-Sigmaringen |  |  |       |  |  |                    |  |  |                               |  |
|                            |                        | Ferdinando I di Romania       | Leopoldo di Hohenzollern-Sigmaringen |  |  |       |  |  |                    |  |  |                               |  |
|                            |                        | Ferdinando I di Romania       | Antonia di Portogallo                |  |  |       |  |  |                    |  |  |                               |  |
| Maria di Romania           |                        | Ferdinando I di Romania       |                                      |  |  |       |  |  |                    |  |  |                               |  |
|                            |                        | Maria di Edimburgo            | Alfredo di Sassonia-Coburgo-Gotha    |  |  |       |  |  |                    |  |  |                               |  |
|                            |                        | Maria di Edimburgo            | Alfredo di Sassonia-Coburgo-Gotha    |  |  |       |  |  |                    |  |  |                               |  |
|                            |                        | Maria di Edimburgo            | Maria Aleksandrovna di Russia        |  |  |       |  |  |                    |  |  |                               |  |
| Alessandro di Jugoslavia   |                        | Maria di Edimburgo            |                                      |  |  |       |  |  |                    |  |  |                               |  |
|                            | Costantino I di Grecia | Giorgio I di Grecia           |                                      |  |  |       |  |  |                    |  |  |                               |  |
|                            | Costantino I di Grecia | Giorgio I di Grecia           |                                      |  |  |       |  |  |                    |  |  |                               |  |
|                            | Costantino I di Grecia | Olga Konstantinovna di Russia |                                      |  |  |       |  |  |                    |  |  |                               |  |
| Alessandro I di Grecia     | Costantino I di Grecia |                               |                                      |  |  |       |  |  |                    |  |  |                               |  |
|                            |                        | Sofia di Prussia              | Federico III di Germania             |  |  |       |  |  |                    |  |  |                               |  |
|                            |                        | Sofia di Prussia              | Federico III di Germania             |  |  |       |  |  |                    |  |  |                               |  |
|                            |                        | Sofia di Prussia              | Vittoria di Gran Bretagna            |  |  |       |  |  |                    |  |  |                               |  |
| Alessandra di Grecia       |                        | Sofia di Prussia              |                                      |  |  |       |  |  |                    |  |  |                               |  |
|                            |                        | Petros Manos                  | Thrasybulos Manos                    |  |  |       |  |  |                    |  |  |                               |  |
|                            |                        | Petros Manos                  | Thrasybulos Manos                    |  |  |       |  |  |                    |  |  |                               |  |
|                            |                        | Petros Manos                  | Roxane Mavromichalis                 |  |  |       |  |  |                    |  |  |                               |  |
| Aspasia Manos              |                        | Petros Manos                  |                                      |  |  |       |  |  |                    |  |  |                               |  |
|                            |                        | Maria Argyropoulos            | Jacob Argyropoulos                   |  |  |       |  |  |                    |  |  |                               |  |
|                            |                        | Maria Argyropoulos            | Jacob Argyropoulos                   |  |  |       |  |  |                    |  |  |                               |  |
|                            |                        | Maria Argyropoulos            | Aspasia Anargyrou Petraki            |  |  |       |  |  |                    |  |  |                               |  |
|                            |                        | Maria Argyropoulos            |                                      |  |  |       |  |  |                    |  |  |                               |  |

## Onorificenze

### Onorificenze straniere
Decorazioni ecclesiastiche:
- Ordine dello Zar Costantino (Chiesa ortodossa serba)
- Ordine dei SS. Arcangeli Michele e Gabriele (Chiesa greco ortodossa)
- Ordine del S.to Zar Nicola (Chiesa ortodossa russa al di fuori della Russia)
- Ordine di S. Sava di Primo Grado (Chiesa ortodossa serba)
- Ordine del S.to Principe Lazzaro (Chiesa ortodossa serba, Eparchia di Raška e Prizren)